# جیسون استاتهام
جیسون استاتهام (انگلیسی: Jason Statham; زادهٔ ۲۶ ژوئیهٔ ۱۹۶۷) بازیگر انگلیسی است. او برای حضور در فیلم‌های اکشن-مهیج و ایفای شخصیت‌های سرسخت، هاردبویلد و خشن شهرت دارد. او یکی از پیشگامان احیای فیلم‌های اکشن در طول دهه‌های ۲۰۰۰ و ۲۰۱۰ به‌شمار می‌رود، و یکی از پول‌سازترین ستارگان صنعت سینماست.
استاتهام تمرین هنرهای رزمی چینی، کیک‌بوکسینگ و کاراته را به‌صورت تفریحی در جوانی، هنگامی که در غرفه‌های بازار محلی کار می‌کرد، آغاز کرد. او بازیکن فوتبال و غواص مشتاقی بود که به عضویت تیم ملی شیرجه بریتانیا درآمد و در سال ۱۹۹۰ برای انگلیس در بازی‌های کشورهای همسود شرکت کرد. مدت کوتاهی پس از آن، از او خواسته شد تا در کمپین‌های تبلیغاتی مختلف برای فرنچ کانکشن، شرکت تامی هیلفیگر و لیوایز مدل شود. سابقه کار گذشته او در غرفه‌های بازار، الهام‌بخش فعالیت بازیگری او در فیلم‌های جنایی گای ریچی، یعنی ضامن، قنداق و دو لوله تفنگ شلیک شده (۱۹۹۸) و قاپ‌زنی (۲۰۰۰) بود. موفقیت تجاری این فیلم‌ها باعث شد استاتهام در سه‌گانه ترانسپورتر (۲۰۰۲–۲۰۰۸) در نقش اصلی بازی کند.
استاتهام پس از بازی در انواع مختلفی از فیلم‌های سرقت و اکشن-مهیج مانند کسب‌وکار ایتالیایی (۲۰۰۳)، کرانک (۲۰۰۶)، جنگ (۲۰۰۷)، دزدی بانک (۲۰۰۸)، مکانیک (۲۰۱۱)، جاسوس (۲۰۱۵) و مکانیک: رستاخیز (۲۰۱۶)، خود را به‌عنوان بازیگری نقش اول در هالیوود مطرح کرد. با این حال او در فیلم‌های از لحاظ تجاری و هنری ناموفقی نیز به ایفای نقش پرداخته است. او موفقیت تجاری خود را با بازی در مجموعهٔ اکشن بی‌مصرف‌ها (۲۰۱۰–۲۰۱۴) و بازی در نقش دکارد شاو در چند فیلم سریع و خشن شامل هابز و شاو (۲۰۱۹)، و به‌علاوه فیلم زنبوردار (۲۰۲۴)، دوباره به‌دست‌آورد.

## آغاز زندگی
استاتهام در شهر شایربروک، در قسمت شمال شرقی شهرستان دربی‌شر کشور انگلستان، از «آیلین یاتس» و «بری استاتهام» متولد شد. پدرش فروشنده بازار سیاه و خواننده بود. جیسون از کودکی با وینی جونز، بازیگر و بازیکن سابق فوتبال بزرگ شده است. جونز به او پیشنهاد بازی در تیم فوتبال محلی «گرامر اسکول» را داد که او به مدت ۵ سال در آن تیم بازی کرد. در سن ۱۱ سالگی علاقه‌مند به رشته شیرجه شد و توانست به تیم ملی شیرجه بریتانیا راه یابد و به مدت ۱۲ سال در آن فعال باشد. در کل ۱۳ مسابقهٔ جهانی، شامل ۳ دوره از مسابقات المپیک و ۱۰ مسابقه جهانی دیگر را در کارنامهٔ ورزشی خود دارد. بهترین عملکرد وی، مقام دوازدهم مسابقات جهانی سال ۱۹۹۲ در رشته شیرجه بوده است. وی بعدها به شهر گریت یارموث در نورفک نقل مکان کرد و در کنار پدرش به فروشندگی بازار سیاه مشغول شد، اما آن را رها کرد. بعد از مدتی، به عنوان مدل برند French Connection انتخاب شد. استاتهام در کنار شغل مدلینگش، بار دیگر به فروشندگی بازار سیاه روی آورد و در خیابان‌ها، جواهرات بدلی و عطرهای تقلبی می‌فروخت.

## دوران بازیگری

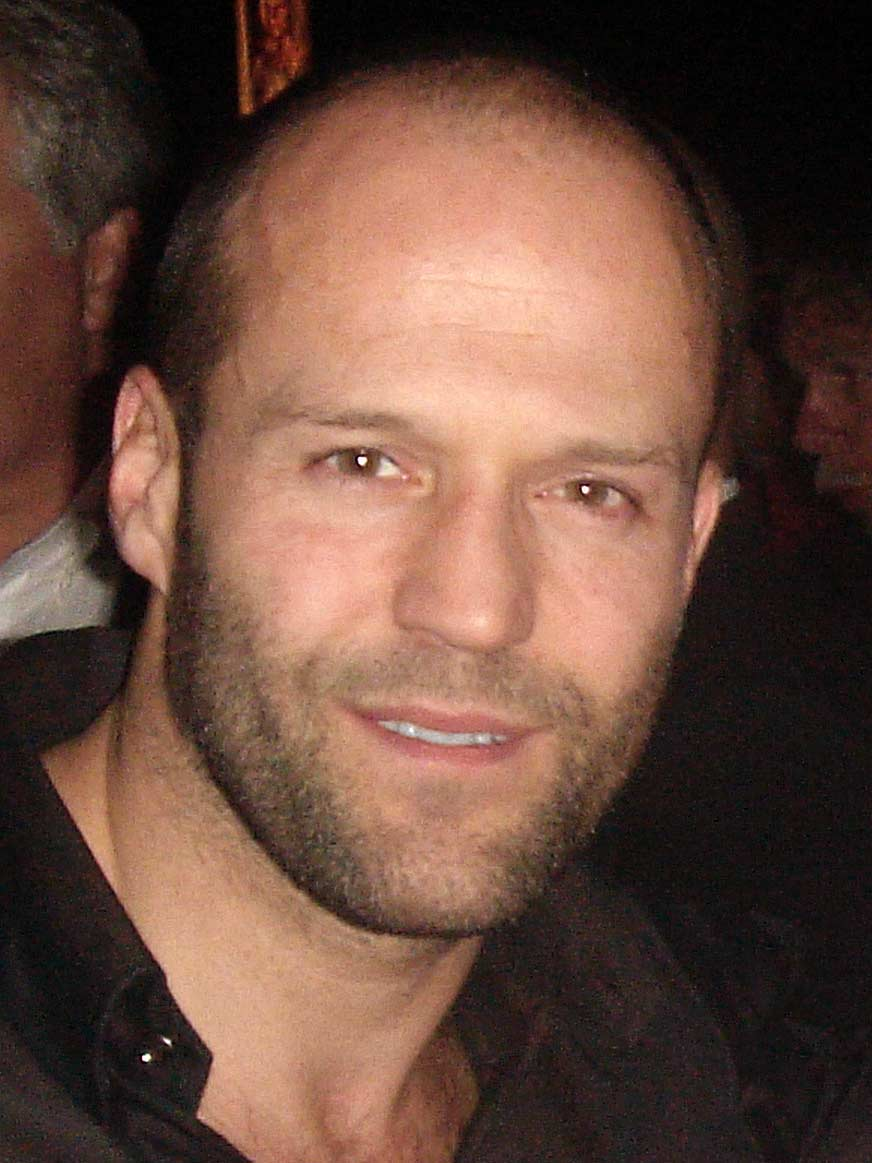
جیسون استاتهام در ۱۴ مارس ۲۰۰۷‏

فعالیت سینمایی استاتهام در سن ۳۱ سالگی و با فیلم «قفل، انبار و دو بشکه باروت» آغاز شد. گای ریچی کارگردان این فیلم به دنبال شخصی بود که تجربه دستفروشی داشته باشد تا نقش بیکن را در این فیلم بازی کند. ریچی برای این نقش استاتهام را انتخاب کرد که آن زمان به عنوان مدل برای شرکت‌های پوشاک‌سازی کار می‌کرد اما در نوجوانی همراه پدرش فروشنده جواهرات بدلی و عطرهای تقلبی بود. اولین تجربه بازیگری استاتهام موفقیت‌آمیز بود و موجب شد تا ریچی دو سال بعد او را هم‌بازی برد پیت، بنیسیو دل تورو و دنیس فارینا در کمدیِ جنایی «قاپ‌زنی» کند که هشتاد میلیون دلار در گیشه سینماها فروش داشت.

## زندگی شخصی
استاتهام از سال ۲۰۱۰ با مدل رزی هانتینگتون وایتلی رابطه داشته است. این زوج در ژانویه ۲۰۱۶ اعلام نامزدی کردند. پسر آن‌ها در ژوئن ۲۰۱۷ به دنیا آمد. همچنین دخترشان در ۲ فوریه ۲۰۲۲ به دنیا آمد. آن‌ها در بورلی هیلز، کالیفرنیا ساکن هستند.
جیسون پیش‌تر با کلی بروک در رابطه بود. او خانه‌ای به ارزش ۲۰ میلیون دلار در ملیبو، کالیفرنیا و خانه‌ای ۷ میلیون دلاری در هالیوود هیلز لس آنجلس دارد.

## فیلم‌شناسی

### فیلم
| سال  | نام                        | نام فیلم به انگلیسی                 | نقش                               | توضیحات                                  |
| ---- | -------------------------- | ----------------------------------- | --------------------------------- | ---------------------------------------- |
| ۱۹۹۸ | قفل، انبار و دو بشکه باروت | Lock, Stock and Two Smoking Barrels | بیکن                              |                                          |
| ۲۰۰۰ | قاپ زنی                    | Snatch                              | Turkish                           |                                          |
| ۲۰۰۰ | نوبت تمام شده              | Turn It Up                          | آقای بی                           |                                          |
| ۲۰۰۱ | ارواح مریخ                 | Ghosts of Mars                      | Sergeant Jericho Butler           |                                          |
| ۲۰۰۱ | بی همتا                    | The One                             | MVA Agent Evan Funsch             |                                          |
| ۲۰۰۱ | مین ماشین                  | Mean Machine                        | Monk                              |                                          |
| ۲۰۰۲ | مامور انتقال               | Transporter                         | فرانک مارتین                      |                                          |
| ۲۰۰۳ | شغل ایتالیایی              | Italian Job                         | Handsome Rob                      |                                          |
| ۲۰۰۴ | وثیقه                      | Collateral                          | Airport man                       | کمیو (Cameo Role)                        |
| ۲۰۰۴ | موبایل                     | Cellular                            | Ethan Greer                       |                                          |
| ۲۰۰۵ | مامور انتقال ۲             | 2 Transporter                       | فرانک مارتین                      |                                          |
| ۲۰۰۵ | هفت تیر                    | Revolver                            | Jake Green                        |                                          |
| ۲۰۰۵ | لندن                       | London                              | Bateman                           |                                          |
| ۲۰۰۵ | آشوفتگی                    | Chaos                               | Detective Quentin Conners         |                                          |
| ۲۰۰۶ | پلنگ صورتی                 | The Pink Panther                    | Yves Gluant                       | کمیو (Cameo Role)                        |
| ۲۰۰۶ | کرانک                      | Crank                               | چو کلیوس                          |                                          |
| ۲۰۰۷ | جنگ                        | War                                 | رئیس اف‌بی‌آی جان کرافورد           |                                          |
| ۲۰۰۸ | دزدی‌بانک                   | The Bank Job                        | Terry Leather                     |                                          |
| ۲۰۰۸ | به نام پادشاه              | In the Name of the King             | Farmer Daimon                     |                                          |
| ۲۰۰۸ | مسابقه مرگ                 | Death Race                          | Jensen Garner "Frankenstein" Ames |                                          |
| ۲۰۰۸ | مامور انتقال ۳             | Transporter 3                       | فرانک مارتین                      |                                          |
| ۲۰۰۹ | کرانک ۲: ولتاژ بالا        | Crank: High Voltage                 | چِو کلیوس                          |                                          |
| ۲۰۱۰ | ۱۳                         | ۱۳                                  | Jasper Bagges                     |                                          |
| ۲۰۱۰ | بی‌مصرف‌ها                   | The Expendables                     | لی کریسمس                         |                                          |
| ۲۰۱۱ | مکانیک                     | The Mechanic                        | آرتور بیشاپ                       |                                          |
| ۲۰۱۱ | نومئو و ژولیت              | Gnomeo & Juliet                     | Tybalt                            | صداپیشه                                  |
| ۲۰۱۱ | بلیتز                      | Blitz                               | گروهبان کارآگاه تام برانت         |                                          |
| ۲۰۱۱ | قاتل زبده                  | Killer Elite                        | دنی برایس                         |                                          |
| ۲۰۱۲ | امن                        | Safe                                | لوک رایت                          |                                          |
| ۲۰۱۲ | بی‌مصرف‌ها ۲                 | The Expendables 2                   | لی کریسمس                         |                                          |
| ۲۰۱۳ | پارکر                      | Parker                              | پارکر                             |                                          |
| ۲۰۱۳ | سریع و خشمگین ۶            | Fast & Furious 6                    | دکارد شاو                         | کمیو (Cameo Role)                        |
| ۲۰۱۳ | مرغ مگس‌خوار                | Hummingbird                         | جوزف اسمیت / جوئی جونز            | نام‌های دیگر فیلم (رستگاری)، (جوی دیوانه) |
| ۲۰۱۳ | خط مقدم خانه               | Homefront                           | فیل بروکر                         |                                          |
| ۲۰۱۴ | بی‌مصرف‌ها ۳                 | The Expendables 3                   | لی کریسمس                         |                                          |
| ۲۰۱۵ | کارت وایلد                 | Wild card                           | نیک وایلد                         |                                          |
| ۲۰۱۵ | خشن ۷                      | Fast & Furious 7                    | دکارد شاو                         | نقش منفی اصلی                            |
| ۲۰۱۵ | جاسوس                      | Spy                                 | فورد                              | ریز نقش                                  |
| ۲۰۱۶ | مکانیک: رستاخیز            | Mechanic: Resurrection              | آرتور بیشاپ                       |                                          |
| ۲۰۱۷ | سرنوشت خشمگین              | Fast & Furious 8                    | دکارد شاو                         |                                          |
| ۲۰۱۸ | مگ                         | Meg                                 | جوناس تیلور                       |                                          |
| ۲۰۱۹ | هابز و شاو                 | Hobbs & Shaw                        | دکارد شاو                         |                                          |
| ۲۰۲۱ | خشم مردانه                 | Wrath of Man                        | هری "اچ"                          |                                          |
| ۲۰۲۳ | عملیات فورچون              | Operation Fortune: Ruse de guerre   | اورسون فورچون                     | همچنین تهیه‌کننده                         |
| ۲۰۲۳ | فست اکس                    | Fast x                              | دکارد شاو                         |                                          |
| ۲۰۲۳ | مگ ۲: گودال                | The Meg 2: The Trench               | جوناس تیلور                       |                                          |
| ۲۰۲۳ | بی‌مصرف‌ها ۴                 | Expend4bles                         | لی کریسمس                         | همچنین تهیه‌کننده                         |
| ۲۰۲۴ | زنبوردار                   | The Beekeeper                       | آدام کِلِی                          | همچنین تهیه‌کننده                         |
| ۲۰۲۵ | یک مرد کارگر               | Levon's Trade                       | لوون کید                          | همچنین تهیه‌کننده                         |
| ۲۰۲۵ | شورش                       | Mutiny                              | کول رید                           | همچنین تهیه‌کننده                         |

### موزیک ویدئوها
| سال  | عنوان به فارسی            | عنوان به انگلیسی         | نقش    | توضیحات |
| ---- | ------------------------- | ------------------------ | ------ | ------- |
| ۱۹۹۳ | شمن - کامن آن             | The Shamen - Comin' On   | رقصنده |         |
| ۱۹۹۴ | ایریژر - فرار بسوی خورشید | Erasure - Run to the Sun | رقصنده |         |
| ۲۰۱۴ | کالوین هریس - تابستان     | Calvin Harris - Summer   | راننده |         |

### بازی‌های ویدئویی
| سال  | عنوان به فارسی                            | عنوان به انگلیسی            | نقش             | توضیحات            |
| ---- | ----------------------------------------- | --------------------------- | --------------- | ------------------ |
| ۲۰۰۲ | جناح قرمز ۲                               | Red Faction II              | Shrike          |                    |
| ۲۰۰۳ | ندای وظیفه                                | Call Of Duty                | Sergeant Waters |                    |
| ۲۰۱۵ | تک تیرانداز ایکس به همراهی جیسون استاتهام | Sniper X with Jason Statham | Team Leader     | بازی تبلت و موبایل |